# Makanda
Makanda és una població dels Estats Units a l'estat d'Illinois. Segons el cens del 2000 tenia 419 habitants.

## Demografia
Segons el cens del 2000, Makanda tenia 419 habitants, 180 habitatges, i 115 famílies. La densitat de població era de 37,4 habitants/km².
Dels 180 habitatges en un 30,6% hi vivien nens de menys de 18 anys, en un 55% hi vivien parelles casades, en un 6,7% dones solteres, i en un 35,6% no eren unitats familiars. En el 28,3% dels habitatges hi vivien persones soles el 6,1% de les quals corresponia a persones de 65 anys o més que vivien soles. El nombre mitjà de persones vivint en cada habitatge era de 2,33 i el nombre mitjà de persones que vivien en cada família era de 2,88.
Per edats la població es repartia de la següent manera: un 21,7% tenia menys de 18 anys, un 8,6% entre 18 i 24, un 28,2% entre 25 i 44, un 29,4% de 45 a 60 i un 12,2% 65 anys o més.
L'edat mediana era de 41 anys. Per cada 100 dones de 18 o més anys hi havia 114,4 homes.
La renda mediana per habitatge era de 41.607 $ i la renda mediana per família de 51.250 $. Els homes tenien una renda mediana de 32.222 $ mentre que les dones 22.031 $. La renda per capita de la població era de 20.937 $. Aproximadament el 6,2% de les famílies i el 10,8% de la població estaven per davall del llindar de pobresa.

## Poblacions més properes
El següent diagrama mostra les poblacions més properes.